# Isabelle Sambou
Isabelle Sambou (Región de Ziguinchor, 20 de octubre de 1980) es una deportista senegalesa que compite en lucha libre. Ganó dos medallas en los Juegos Panafricanos entre los años 2007 y 2015. Ha ganado catorce medallas en el Campeonato Africano de Lucha entre los años 2001 y 2016.
Participó en dos Juegos Olímpicos de Verano, consiguiendo un quinto puesto en Londres 2012 en la categoría 48 kg y un octavo puesto en Río de Janeiro 2016 en la categoría 53 kg.

## Palmarés internacional
| Juegos Panafricanos | Juegos Panafricanos               | Juegos Panafricanos | Juegos Panafricanos |
| Año                 | Lugar                             | Medalla             | Categoría           |
| ------------------- | --------------------------------- | ------------------- | ------------------- |
| 2007                | Argel (Argelia)                   | Medalla de bronce   | 51 kg               |
| 2015                | Brazzaville (República del Congo) | Medalla de plata    | 53 kg               |
| Campeonato Africano |                                   |                     |                     |
| Año                 | Lugar                             | Medalla             | Categoría           |
| 2001                | El-Yadida (Marruecos)             | Medalla de plata    | 56 kg               |
| 2002                | El Cairo (Egipto)                 | Medalla de bronce   | 55 kg               |
| 2004                | El Cairo (Egipto)                 | Medalla de oro      | 51 kg               |
| 2005                | Casablanca (Marruecos)            | Medalla de oro      | 51 kg               |
| 2006                | Pretoria (Sudáfrica)              | Medalla de plata    | 51 kg               |
| 2007                | El Cairo (Egipto)                 | Medalla de oro      | 51 kg               |
| 2009                | Casablanca (Marruecos)            | Medalla de oro      | 51 kg               |
| 2010                | El Cairo (Egipto)                 | Medalla de oro      | 51 kg               |
| 2011                | Dakar (Senegal)                   | Medalla de oro      | 51 kg               |
| 2012                | Marrakech (Marruecos)             | Medalla de plata    | 48 kg               |
| 2013                | Yamena (Chad)                     | Medalla de oro      | 51 kg               |
| 2014                | Túnez (Túnez)                     | Medalla de oro      | 53 kg               |
| 2015                | Alejandría (Egipto)               | Medalla de plata    | 53 kg               |
| 2016                | Alejandría (Egipto)               | Medalla de oro      | 53 kg               |